# Schlafmedizin
Die Schlafmedizin beschäftigt sich vor allem mit den Schlafstörungen, deren Ursachen und Auswirkungen auf den Organismus sowie der Diagnose (Schlaflabor) und Therapie von Schlaf- bzw. Schlaf-Wach-Störungen.

## Diagnose
Unterschieden werden 88 Krankheitsbilder von Schlafstörungen. Die Diagnose erfolgt in der Regel, indem die Patienten meist zwei Nächte an Polysomnographiegeräte angeschlossen werden. Damit werden Körpersignale wie Hirnströme, Herzfrequenz, Atembewegung an Brust und Bauch, Muskelanspannung, Augenbewegung, Luftfluss an Mund und Nase, Körperlage und Körpertemperatur, Schnarchgeräusche oder Sauerstoffsättigung im Blut gemessen.
Die Forschung auf diesem Gebiet ist die Schlafforschung, das Gebiet wird als Somnologie bezeichnet.

## Fachgesellschaften
Die deutschsprachigen Fachgesellschaften sind:
- in Deutschland die „Deutsche Gesellschaft für Schlafforschung und Schlafmedizin“ (DGSM)[1]
- in Österreich die „Österreichische Gesellschaft für Schlafmedizin und Schlafforschung“ (ÖGSS)[2]
- in der Schweiz die „Schweizerische Gesellschaft für Schlafforschung, Schlafmedizin und Chronobiologie“ (SGSSC), auch „Swiss Society for Sleep Research, Sleep Medicine and Chronobiology“ (SSSSC) genannt[3]

international:
- „European Sleep Research Society“ (ESRS)[4]
- „Sleep Research Societey“ (SRS)[5]
- „World Federation of Sleep Research Societies“ (WFSRS)[6]
- American Thoracic Society mit über 18.000 Mitgliedern weltweit.